# Ben Templesmith
Ben Templesmith (Perth, 7 marzo 1984) è un disegnatore e grafico australiano.
È conosciuto soprattutto per i suoi lavori nell'industria del fumetto americano quali il famoso e pluri premiato 30 Days of Night, scritto insieme allo sceneggiatore Steve Niles e pubblicato per la IDW Publishing e Fell, scritto da Warren Ellis e pubblicato per la Image Comics. Ha inoltre collaborato con la storica rivista a fumetti Heavy Metal, pubblicata dal 1977 e landmark della controcultura in campo fumettistico. Con il rilancio della serie nel 2023 con un nupvo numero uno nel febbraio 2023 è presente con una storia da lui disegnata dal titolo Crashdown.
Ha anche creato copertine per libri, poster di film, carte da gioco e concept work. Per il suo particolare stile creativo che miscela disegno tradizionale ed elaborazione grafica computerizzata, cosa che dà al disegno un particolare realismo, e per la comicità nera delle sue storie, è stato nominato più volte all'Eisner Award e all'International Horror Guild.

## Biografia
Templesmith all'età di 17 anni ha frequentato la Curtin University of Technology di Perth in Australia.
Nel 1998 si è laureato in design.
Successivamente, dopo diversi anni passati a lavorare come illustratore freelance, ha realizzato il suo primo lavoro da professionista nel campo dei fumetti ovvero Hellspawn per Todd McFarlane. Tuttora continua a realizzare le sue opere collaborando con vari artisti e sceneggiatori di fumetti per vari editori, soprattutto per la IDW Publishing.
Attualmente vive a San Diego in California.

## Opere

### Fumetti
La seguente è una selezione delle opere principali.
- Hellspawn (illustratore, Image Comics, 2002)
- 30 Days of Night (co-creatore e illustratore, con Steve Niles, IDW Publishing, 2002)
- Dark Days (co-creatore e illustratore, con Steve Niles, IDW Publishing, 2003)
- Criminal Macabre (illustratore, con Steve Niles, Dark Horse Comics, 2003)
- Wormwood: Gentleman Corpse (creatore e sceneggiatore/illustratore, LOFI Magazine, 2004-2006, IDW Publishing, 2006-oggi)
- 30 Days of Night: Return to Barrow (co-creatore e illustratore, con Steve Niles, IDW Publishing, 2004)
- Singularity 7 (creatore e sceneggiatore/illustratore, IDW Publishing, 2004)
- Blood-Stained Sword (co-creatore e illustratore, IDW Publishing, 2004)
- Silent Hill: Dying Inside (illustratore, con Scott Ciencin, IDW Publishing, 2004)
- 30 Days of Night: Bloodsucker Tales (co-creatore e illustratore, con Matt Fraction, IDW Publishing, 2004-2005)
- Hatter M (illustratore, con Frank Beddor e Liz Cavalier, Image Comics, 2004-2006)
- Shadowplay (co-creatore e illustratore, IDW Publishing, 2005)
- Fell (co-creatore e illustratore, con Warren Ellis, Image Comics, 2005-present)
- 30 Days of Night: Red Snow (co-creatore e sceneggiatore/illustratore, IDW Publishing, 2007)
- Dead Space (illustratore, con Antony Johnston, 2008, Image Comics)[1]
- Welcome To Hoxford (creatore e sceneggiatore/illustratore, IDW Publishing, 2008)
- Doctor Who - The Whispering Gallery, Leah Moore & John Reppion (testi) - B.Templesmith (disegni), albo unico (protagonista: il Decimo Dottore), IDW Publishing, febbraio 2009.
- Groom Lake (testi di Chris Ryall e disegni di Templesmith), miniserie di 4 albi, IDW Publishing, marzo-luglio 2009.
- The Squidder nn.1-4 (creatore, scrittore e illustratore), miniserie di 4 albi, IDW Publishing, luglio-ottobre 2014.

### Game books
La seguente è una selezione dei game book più importanti
- Superiors 4: Rogues to Riches (In Nomine) (2000) Steve Jackson Games, interior artist
- Faiths and Pantheons (Forgotten Realms) (2002) Wizards of the Coast, interior artist
- City of the Spider Queen (Forgotten Realms) (2002) Wizards of the Coast, interior artist
- Fiend Folio (Dungeons & Dragons) (2003) Wizards of the Coast, interior artist
- Nomads (2004; illustratore; White Wolf Game Studio)

## Art books
La seguente è una selezione degli art book più importanti
- Tommyrot: The Art of Ben Templesmith(IDW Publishing)
- Conluvio: The Art of Ben Templesmith, Vol. 2(IDW Publishing)